# مادر و کودک
مادر و کودک (به انگلیسی: Mother with Child) که با نام پرستار نیز شناخته می‌شود، یک نقاشی رنگ روغن اثر هنرمند نوگرا نیکولای مارتینوسکی است. این نقاشی یک زن کولی اهل مقدونیه شمالی را در حال شیردادن به یک کودک نشان می‌دهد. این نقاشی با استفاده از رنگ روغن روی کرباس کشیده شده‌است. این اثر هم‌اکنون در موزه هنرهای معاصر مقدونیه قرار دارد.